# Гетманская, Ирина Ивановна (Герой Социалистического Труда)
Ирина Ивановна Гетманская (1915 — 1993) — доярка колхоза «Луч» Красногорского района Московской области. Герой Социалистического Труда (1950).

## Биография
Ирина Гетманская родилась в 1915 году. Работала в колхоза «Луч» в селе Петрово-Дальнее Красногорского района.
В годы Великой Отечественной войны работала на парниках, колхоз оказывал ей материальную помощь в воспитывании детей, ей завозили дрова и вручали продукты.
Большое молоко добывалось с помощью привозных кормов, и обходилось оно, по сообщению самой И. И. Гетманской, «втридорога». Работать приходилось от зари и до заката, однако результаты были впечатляющими. Если в то время надои молока по области в среднем составляли от 3 000 до 4 000 кг в год, то её коровы давали в два раза больше — 7 000 кг в год. Ирина Ивановна с охотой делилась своим опытом с коллегами и прививала близким любовь к земле и родным местам.
В 1950 году Ирине Ивановне Гетманской было присвоено звание Героя Социалистического Труда.
В этом колхозе работали четверо детей и все внуки И. И. Гетманской.
Скончалась в 1993 году.

## Семья
По состоянию на 1963 год:
Муж — Матвей Трофимович Гетманский, хозяин молоковоза. Дочь — Зоя Матвеевна Гетманская. Зять — Богдан, колхозный шофёр. Невестка — Таиса, учётчица. Старший сын — Анатолий, колхозный шофёр, был отмечен одним из лучших шофёров колхоза, на котором работала И. И. Гетманская. Сын — Валентин, колхозный шофёр, демобилизовался и вместе с женой стал работать на строительстве. Жена Валентина — Анна, строитель, маляр, штукатур, каменщик. Также у И. И. Гетманской был младший сын Гетманский Виктор Матвеевич Подполковник Службы Внешней Разведки (СВР) заслуженный Работник КГБ.

## Награды
- Герой Социалистического Труда;
- Орден Ленина, медаль «Серп и Молот» (1950).